# L. Paul Bremer
Lewis Paul Bremer III (født 30. september 1941) blev den 6. maj 2003 udpeget som leder af genopbygning og humanitær hjælp i Irak efter krigen i 2003, dvs. leder af koalitionens civile administration. Han erstattede ved sin ankomst til landet den 11. maj Jay Garner, der var leder af den civile administration siden 21. april 2003.
Bremer hører til den republikanske inderkreds i USA og har siden 1966 arbejdet for udenrigsministeriet med seks forskellige udenrigsministre. Ronald Reagan udnævnte ham i 1983 til ambassadør i Holland og senere blev han chef for udenrigsministeriets antiterrorafdeling. I 1989 trak han sig tilbage fra udenrigstjenesten og blev i stedet direktør for Kissinger Associates, et verdensomspændende konsulentfirma grundlagt af USA's tidligere udenrigsminister Henry Kissinger.
Foruden engelsk taler Bremer fransk, norsk, persisk og tysk.
Bremer havde bland andet til opgave at skabe de rette betingelser for et demokratisk styre samtidig med, at han skulle sørge for at det ikke blev en fundamentalistisk islamisk regering, der overtog kontrollen med landet.

## Kontroversielle beslutninger
Få dage efter sin indsættelse opløste han d. 23. april den irakiske hær. Det efterlod ca 400,000 vrede irakiske tidligere soldater, der muligvis har været rekrutteringsgrundlag for de irakiske oprørere. Den beslutning er blevet kritiseret voldsomt, fordi hæren var væsentlig for landets stabilitet.
Paul Bremer er også blevet beskyldt for ineffektivitet i genopbygningen af den irakiske infrastruktur undtagen den olierelaterede genopbygning. Næsten alle genopbygningskontrakter gik til amerikanske firmaer, mens kun 2% af kontrakterne gik til irakiske.
I 2005 kom det frem, at store mængder af de penge, der var øremærket til genopbygningen af Irak, simpelthen var forsvundet under Bremers administration.